# Kolkonjärvi (sjö i Norra Karelen)
Kolkonjärvi är en sjö i Finland. Den ligger i kommunen Nurmes i landskapet Norra Karelen, i den centrala delen av landet, 500 km nordost om huvudstaden Helsingfors. Kolkonjärvi ligger 178,5 meter över havet. Den är 2,5 meter djup. Arean är 1,95 kvadratkilometer och strandlinjen är 9,53 kilometer lång. Sjön  ingår i Vuoksens huvudavrinningsområde. 